# Pteropus aldabrensis
El zorro volador de Aldabra (Pteropus aldabrensis) es una especie de murciélago de la familia Pteropodidae. Es endémica de Aldabra, en las islas Seychelles, que se encuentran al norte de Madagascar. Su hábitat natural es el bosque de manglares tropical y el subtropical seco de arbustos. Se encuentra críticamente amenazada.